# L'araba fenice
L'araba fenice è stato un programma televisivo andato in onda dall'11 aprile al 4 luglio 1988 il lunedì in seconda serata su Italia 1.

## Storia
Antonio Ricci, ideatore del precedente format di seconda serata di Italia 1 Lupo solitario, realizzò una puntata pilota del programma, intitolato Matrjoska, che avrebbe dovuto sostituire il Lupo solitario nella programmazione di rete. La puntata zero scatenò numerose polemiche e lamentele soprattutto da parte del proprietario della Fininvest Silvio Berlusconi, che portarono alla cancellazione del programma, la cui data di inizio prevista era il 22 febbraio 1988.
I motivi della cancellazione del format furono parecchi, e spaziavano tra l'immagine di un nudo integrale della pornostar Moana Pozzi, la presenza del volgare pupazzo Scrondo e quella dei giovani del coro di Comunione e Liberazione, chiamati a esibirsi in studio senza sapere di essere oggetto di dileggio. L'unica puntata fu montata dall'ing. Carlo Puntelli presso gli studi Profit con lo stesso sistema post-produttivo con il quale era stato montato il Drive In. A questa puntata pilota vennero apportate diverse modifiche di edizione, che però poi vennero bocciate dalla linea editoriale di quel momento.
Dalle idee di questo programma nacque così L'araba fenice, dal titolo simbolico.

### Il programma
Il programma fu trasmesso, dopo una preparazione a tempo di record, dall'11 aprile 1988 e riproponeva più o meno lo stesso cast della trasmissione cancellata, che altro non era se non il vecchio cast di Lupo solitario e con poche modifiche rispetto al programma originale, sempre a base di imitazioni e parodie. Curiosamente, a partire dalla quinta puntata, vi partecipò anche il tanto contestato coro di Comunione e Liberazione, ma la sua esibizione fu trasmessa al contrario, diventando così una canzone arabeggiante, in linea con il titolo della trasmissione.
La conduzione del programma fu affidata a Mazouz M'Barek, marocchino con nessuna esperienza televisiva all'attivo. Questa scelta, in netto contrasto con i contratti miliardari che le emittenti televisive iniziarono a proporre in quel periodo ai conduttori televisivi, fu motivata dall'autore della trasmissione Antonio Ricci come "una scelta orripilante per chi aveva sulle balle gli immigrati, ma in realtà per gli spettatori più avveduti non fu difficile capire che si trattò di una parodia del "vu cumprà" a significare che la TV è tutta una vendita".
Tra le numerose scene da ricordare vi sono le finte critiche artistiche e letterarie di Eva Robin's, che alla fine del suo commento stracciava sempre i dipinti o i libri, gli eccessi del regista impegnato sudamericano Pedro Alvarez Montecucco, interpretato da David Riondino, l'investigatore privato Palombo, alias Riccardo Pangallo, le Storie di Croda, prototipo dell'ortodossia comunista di un'immaginaria nazione dell'Europa orientale interpretata dai Gemelli Ruggeri parodiando il cinema muto russo, Syusy Blady e Patrizio Roversi che, seguendo il filone iniziato nell'antesignano Lupo solitario, intervistavano i parenti dei vip alla ricerca di un nuovo scoop, i disegnatori satirici Stefano Disegni e Massimo Caviglia, che illustrano le vicende di Scrondo (acronimo di Scorie Radioattive Oggetti Non Distruttivi Oltremodo), un alieno teledipendente privo di freni inibitori.
Faceva parte del cast anche un'esordiente Sabina Guzzanti che interpretava personaggi come la cantante ecologista Matylde, la bambina indemoniata (una ragazza petulante che ripeteva sempre «Occhei»), una parodia dell'antropologa Ida Magli e una suora vittima di apparizioni mistiche non appena incrocia con lo sguardo lo Scrondo o la pornostar Moana Pozzi, anch'ella riconfermata in seguito alla vicenda Matrjoska.
Tra gli altri vi erano anche personaggi molto conosciuti come Silvio Orlando, Francesco Salvi, Gianni Ippoliti, Daniele Piombi, Vito e la già citata Moana Pozzi, che si occupava, senza veli, della rubrica L'angolo della vergogna, dove puntava il dito verso malefatte di importanti personaggi mettendo a confronto la sua attività, giudicata vergognosa, con i fatti compiuti da questi personaggi, tra i quali spiccava il ministro Calogero Mannino.
Aveva molto seguito, nel programma, la giornaliera gara tra le vallette di quattro importanti programmi del periodo, Indietro tutta! e Conto su di te! di Rai 2, Drive In di Italia 1 e Colpo grosso, oltre ad un finto funerale di Silvio Berlusconi, che sfociava in una rissa tra il cast del programma e "quelli" di Publitalia '80, che si occupava della pubblicità nelle reti Fininvest, interpretati dalla Gialappa's Band. Alla trasmissione hanno partecipato anche Corrado Guzzanti, Diego Abatantuono e il gruppo di musica demenziale Elio e le Storie Tese.

### Collocazione in palinsesto
Il programma è andato in onda a partire dall'11 aprile 1988 nella seconda serata del lunedì di Italia 1, fino al 4 luglio, per tredici puntate.
A quattro anni di distanza dalla realizzazione, a partire dal 13 aprile 1992, per volere del direttore di Italia 1 Carlo Freccero vennero trasmesse sette puntate rimontate del programma, in onda ancora una volta il lunedì in seconda serata; questa decisione non fu condivisa dall'ideatore della trasmissione Antonio Ricci.
Nell'autunno del 2004 il programma è stato rimandato in replica sull'emittente satellitare Happy Channel alle ore 22, nella stessa fascia oraria occupata in precedenza dalle repliche del Lupo solitario.

## Sigle di apertura e chiusura
La sigla di apertura consisteva in un filmato dello smantellamento del set dell'ultima edizione di Drive in per quello della trasmissione, al ritmo di uno strano motivo che poi si rivela come L'Internazionale eseguita al contrario. La sigla di chiusura, intitolata Sotto il cielo di Croda, riprende il tema dei Gemelli Ruggeri sullo stato fantomatico di Croda, nell'Europa dell'est, in quegli anni nell'orbita sovietica.